# Natuba
Natuba este un oraș în Paraíba (PB), Brazilia.